# OpenGL Shading Language
GLSL (OpenGL Shading Language, Graphics Library Shader Language) — язык высокого уровня для программирования шейдеров. Разработан в целях математических расчетов, которые обычно требуются для выполнения растеризации графики. Синтаксис языка базируется на языке программирования ANSI C, однако, из-за его специфической направленности, из него были исключены многие возможности, для упрощения языка и повышения производительности. В язык включены дополнительные функции и типы данных, например для работы с векторами и матрицами.
OpenGL Shading Language (GLSL) версии 4.0 даёт разработчикам небывалую мощь и гибкость при создании современных интерактивных программ. Появляется возможность напрямую и в полной мере использовать силу современных графических процессоров (GPUs) благодаря мощному языку и API (англ. Application Programming Interface). Программы на GLSL не существуют сами по себе, а входят как составная часть в большую программу для OpenGL.
На сегодняшний день OpenGL Shading Language (GLSL) является основной составной частью OpenGL API. Забегая вперёд скажем, что всякая программа для OpenGL внутри себя использует одну или несколько GLSL-программ. Эти мини-программы на GLSL называются шейдерами. Программа-шейдер исполняется в графическом процессоре и реализует алгоритмы эффектов освещенности и закраски для 3-мерных изображений. При этом программа-шейдер способна на большее, чем реализация только алгоритма закраски поверхностей. Они также могут создавать анимацию, мозаику и даже общие математические вычисления. Программа-шейдер предназначена к исполнению прямо в графическом процессоре и часто с применением параллельных вычислений. Например фрагментный шейдер исполняется один раз для каждого пикселя, а вычисления запускаются одновременно в разных потоках графического процессора. Число процессоров в графической подсистеме определяет число одновременных потоков. Всё это делает программы-шейдеры необычайно эффективными и позволяет программисту очень легко задействовать параллельные вычисления. Вычислительная мощность современных графических подсистем впечатляет. В следующей таблице приведены количества шейдер-процессоров в некоторых моделях платах NVIDIA GeForce 900 .
Основное преимущество GLSL перед другими шейдерными языками — переносимость кода между платформами и ОС.
Язык GLSL используется в OpenGL, в OpenGL ES и WebGL используется язык GLSL ES (OpenGL ES Shading Language).

## История
Изначально GLSL 1.10 стал доступен в виде набора расширений GL_ARB_shading_language_100, GL_ARB_shader_objects, GL_ARB_vertex_shader , GL_ARB_fragment_shader. Но уже начиная с OpenGL 2.0, GLSL включен в ядро.
Начиная с OpenGL 3.3, GLSL меняет нумерацию версий. Теперь номер версии GLSL будет соответствовать версии OpenGL.
| GLSL версия | OpenGL версия | Дата            |
| ----------- | ------------- | --------------- |
| 1.10.59     | 2.0           | 30 Апреля 2004  |
| 1.20.8      | 2.1           | 7 Сентября 2006 |
| 1.30.10     | 3.0           | 22 Ноября 2009  |
| 1.40.08     | 3.1           | 22 Ноября 2009  |
| 1.50.11     | 3.2           | 4 Декабря 2009  |
| 3.30.6      | 3.3           | 11 Марта 2010   |
| 4.00.9      | 4.0           | 24 Июля 2010    |
| 4.10.6      | 4.1           | 24 Июля 2010    |
| 4.20.11     | 4.2           | 12 Декабря 2011 |
| 4.30.8      | 4.3           | 7 Февраля 2013  |
| 4.40.9      | 4.4           | 16 Июня 2014    |
| 4.50.7      | 4.5           | 9 Мая 2017      |
| 4.60.5      | 4.6           | 14 Июня 2018    |

| GLSL ES версия | OpenGL ES версия | WebGL версия | Основан на GLSL версии | Дата           |
| -------------- | ---------------- | ------------ | ---------------------- | -------------- |
| 1.00.17        | 2.0              | 1.0          | 1.20                   | 12 Мая 2009    |
| 3.00.6         | 3.0              | 2.0          | 3.30                   | 29 Января 2016 |

## GLSL 1.50
Добавлена поддержка геометрических шейдеров, для которых ранее использовались расширения GL_ARB_geometry_shader4, GL_EXT_geometry_shader4.

### Пример простого вершинного шейдера (Vertex Shader) на GLSL
Преобразование входной вершины так же, как это делает стандартный конвейер.
```
void
 
main
(
void
)

{

    
gl_Position
 
=
 
ftransform
();

}

```

Замечание: ftransform() больше не поддерживается GLSL с версии 1.40 и GLSL ES с версии 1.0. Теперь программисты должны управлять матрицами проекции и трансформации модели в соответствии со стандартом OpenGL 3.1.
```
#version 140

uniform
 
Transformation
 
{

    
mat4
 
projection_matrix
;

    
mat4
 
modelview_matrix
;

};

in
 
vec3
 
vertex
;

void
 
main
()
 
{

    
gl_Position
 
=
 
projection_matrix
 
*
 
modelview_matrix
 
*
 
vec4
(
vertex
,
 
1.0
);

}

```

### Пример простого геометрического шейдера (Geometry Shader) на GLSL
Простой шейдер, работающий с цветом и положением.
```
#version 120

#extension GL_EXT_geometry_shader4 : enable

void
 
main
()
 
{

  
for
(
int
 
i
 
=
 
0
;
 
i
 
<
 
gl_VerticesIn
;
 
++
i
)
 
{

    
gl_FrontColor
 
=
 
gl_FrontColorIn
[
i
];

    
gl_Position
 
=
 
gl_PositionIn
[
i
];

    
EmitVertex
();

  
}

}

```

В OpenGL 3.2 с GLSL 1.50 геометрические шейдеры были добавлены в «core functionality» что означает, что теперь не нужно использовать расширения. Однако, синтаксис достаточно сложен.
Простой шейдер, передающий положения вершин треугольников на следующий этап.:
```
#version 150

layout
(
triangles
)
 
in
;
 
//тип входных данных - треугольники

layout
(
triangle_strip
,
 
max_vertices
 
=
 
3
)
 
out
;
 
//тип выходных данных - цепочка треугольников, не более 3 вершин (то есть один треугольник)

void
 
main
()
 
{

  
for
(
int
 
i
 
=
 
0
;
 
i
 
<
 
gl_in
.
length
();
 
i
++
)
 
{

    
gl_Position
 
=
 
gl_in
[
i
].
gl_Position
;

    
EmitVertex
();
 
//создалась выходная вершина, содержащая копию всех активных выходных данных, в данном случае только gl_Position

  
}

  
EndPrimitive
();

}

```

### Пример простого фрагментного шейдера (Fragment Shader) на GLSL
Создаёт тексель красного цвета..
```
#version 120

void
 
main
(
void
)

{

    
gl_FragColor
 
=
 
vec4
(
1.0
,
 
0.0
,
 
0.0
,
 
1.0
);

}

```

В GLSL 1.30 и новее используется следующая функция:
```
glBindFragDataLocation
(
Program
,
 
0
,
 
"MyFragColor"
);

```

где:
Program — указатель на программу;
0 — номер буфера цвета, если вы не используете MRT(Multiple Render Targets), значение должно быть равно 0;
«MyFragColor» — имя выходной переменной шейдерной программы, записывающей в данный буфер.
```
#version 150

void
 
main
(
void
)

{

    
MyFragColor
 
=
 
vec4
(
1.0
,
 
0.0
,
 
0.0
,
 
1.0
);

}

```

## IDE
- Shader Config
- Render Monkey
- Mac OpenGL Shader Builder Архивная копия от 20 августа 2011 на Wayback Machine
- OpenGL Shader Designer Архивная копия от 6 июня 2013 на Wayback Machine
- Shader Maker (GPL)
- Polydraw Архивная копия от 16 апреля 2012 на Wayback Machine